# ユニオン・デ・ファブリカン
ユニオン・デ・ファブリカン（仏: Union des Fabricants）は、パリに本部を置く、知的財産権の普及、啓発団体。コピー商品販売者に関する情報の受付や告発を行っている。